# سیارک ۲۳۰۳
سیارک ۲۳۰۳ (به انگلیسی: 2303 Retsina، نامگذاری:1979FK) دو هزار و سیصد و سومین سیارک کشف شده‌است که در ۲۴ مارس ۱۹۷۹ کشف شد.
قدر مطلق سیارک برابر ۱۱٫۰۰ است.